# 셀럽뷰티
《셀럽뷰티》는 KBS Joy에서 방송한 텔레비전 프로그램이다.

## 방송 개요
기존 뷰티 프로그램과 다르게 차별화된 색깔로 모든 MC, 출연하는 전문가 등이 실제 사용자가 되어 제품을 리뷰하는 뷰티 프로그램.

## 방송 시간
| 방송 채널 | 방송 기간                      | 방송 시간                   | 비고 |
| --------- | ------------------------------ | --------------------------- | ---- |
| KBS Joy   | 2020년 1월 28일~2020년 5월 5일 | 화요일 오전 12시 10분(격주) |      |

## 출연자
- 이시영
- 김지민
- 현우
- 박민하

## 같이 보기
- 겟 잇 뷰티(온스타일)